# Gamma Ceti
Gamma Ceti (Kaffaljidhma, γ Cet) – gwiazda w konstelacji Wieloryba, w odległości ok. 80 lat świetlnych od Słońca.

## Nazwa
Gwiazda nosi tradycyjną nazwę Kaffaljidhma, która wywodzi się z języka arabskiego. Wyrażenie ‏الكف الجذماء‎ Al Kaff al Jidhmah oznacza „część dłoni” i wywodzi się z arabskiego wyobrażenia ręki umalowanej henną (główną częścią był gwiazdozbiór Kasjopei). Pierwotnie odnosiło się do asteryzmu złożonego z gwiazd α, γ, δ, λ, μ, ξ¹ i ξ² Ceti, później było stosowane do gwiazdy Alfa Ceti (Menkar), a współcześnie odnosi się wyłącznie do Gamma Ceti. Międzynarodowa Unia Astronomiczna zatwierdziła użycie nazwy Kaffaljidhma dla określenia tej gwiazdy.

## Właściwości fizyczne
Jest to układ podwójny, złożony z gwiazd o jasnościach 3,540 i 6,119m (jasność całego układu wynosi 3,47m). Na sferze niebieskiej są one odległe od siebie o 2,9 sekundy kątowej. Krążą wokół wspólnego środka masy, dzieli je odległość co najmniej 70 au, a okres orbitalny to ponad 320 lat.
Składnik A jest białą gwiazdą ciągu głównego o typie widmowym A2. Świeci 19 razy jaśniej od Słońca, jest też od niego około dwukrotnie masywniejszy. Temperatura jego powierzchni to ok. 8700 K. Składnik B o typie widmowym F jest chłodniejszy, jego jasność przewyższa słoneczną 1,6 raza, a masa 1,3 raza. Gwiazdy te w przyszłości skończą życie jako para białych karłów.
W odległości co najmniej 21 000 au od tego układu znajduje się trzecia, mniejsza gwiazda typu widmowego K5 o jasności 10,1m, która charakteryzuje się identycznym ruchem własnym, czyli prawdopodobnie jest związana grawitacyjnie z tym układem. Ze względu na znaczną odległość w przyszłości perturbacje ze strony innych gwiazd mogą oddzielić ją od centralnej pary.